# Max Neukirchner

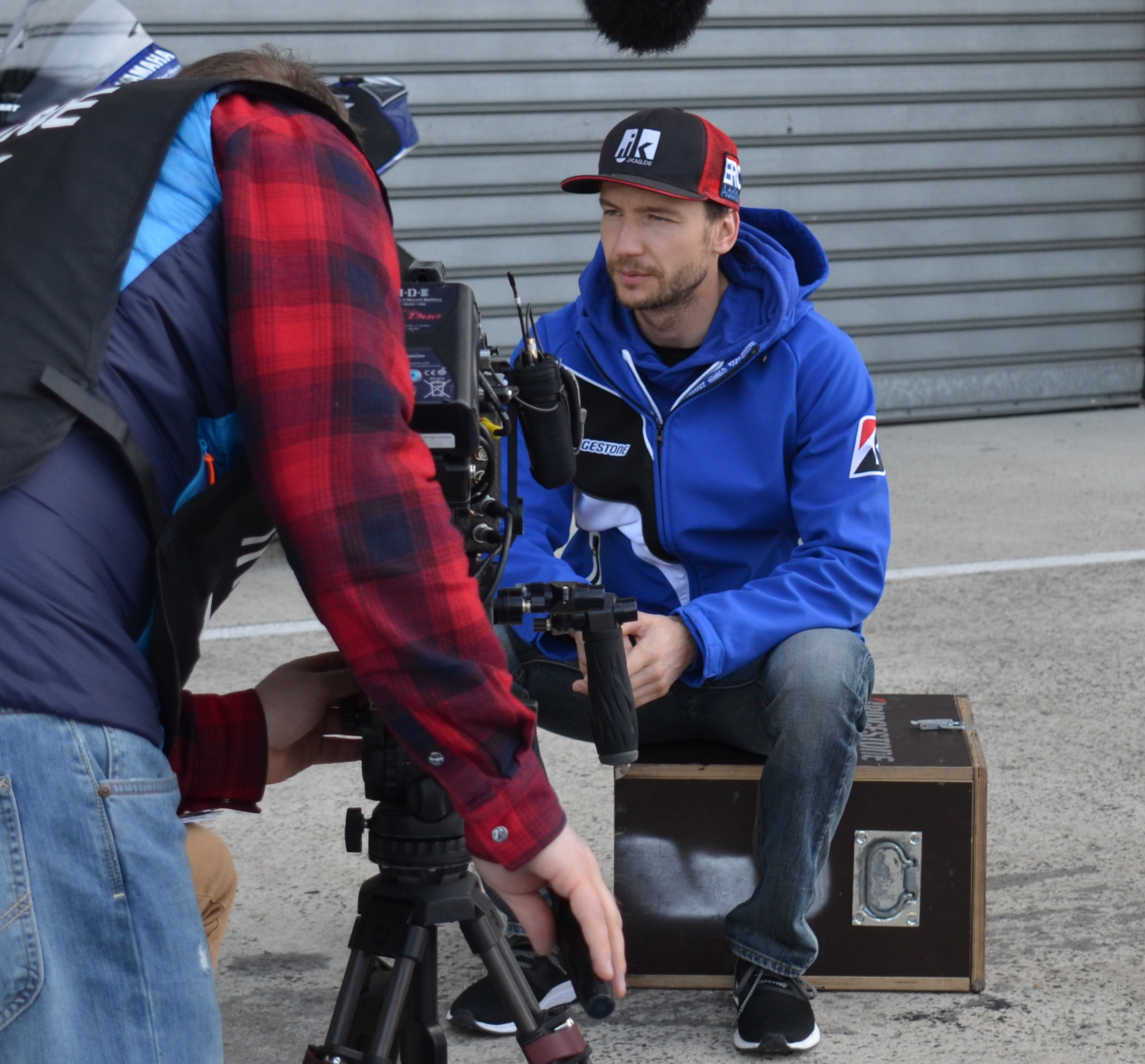
Max Neukirchner 2017

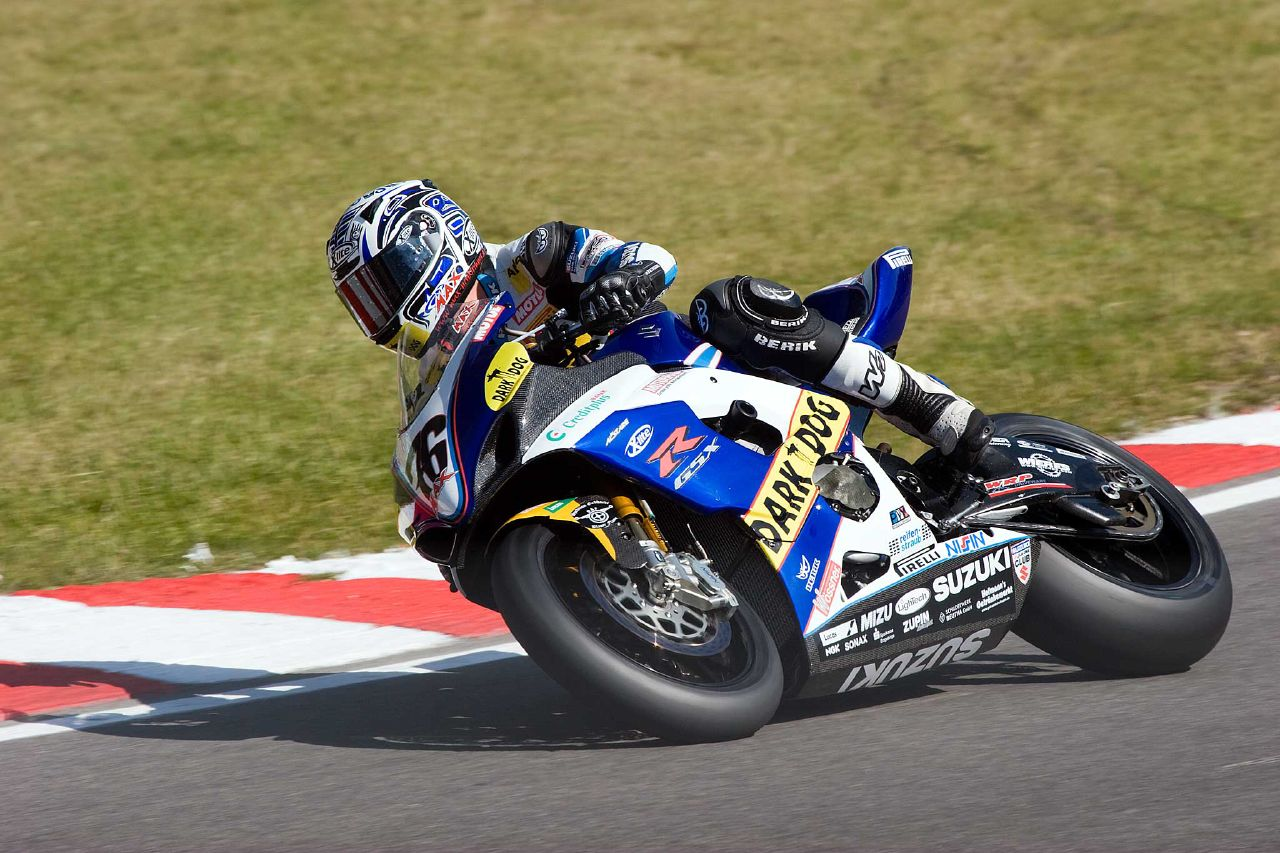
Max Neukirchner in Brands Hatch, 2007

Max Neukirchner (* 20. April 1983 in Stollberg/Erzgeb.) ist ein ehemaliger deutscher Motorradrennfahrer.
In der Motorrad-Weltmeisterschaft 2012 startete er für Kiefer Racing in der Moto2-Klasse. In der Superbike-Weltmeisterschaft ist er bisher der beste deutsche Rennfahrer, der dort an den Start ging.

## Karriere

### Anfänge
Max Neukirchner wurde die Begeisterung für den Rennsport schon in die Wiege gelegt. Sein Entdecker und Förderer war sein Vater, Lothar Neukirchner, der dreifacher DDR-Straßenmeister in der 250-cm³-Klasse war und im Jahr 1994 sogar einige Rennen in der 500-cm³-Weltmeisterschaft bestritt.
Seine ersten Erfahrungen auf Zweirädern sammelte Max Neukirchner beim Fahrradtrial und beim Motocross im MSC Thalheim. Im Jahr 1997 startete er seine Rennsportkarriere im ADAC Junior Cup im Team seines Vaters auf einer 125er Aprilia. Von 2000 bis 2002 nahm er an der Deutschen Meisterschaft in der 250-cm³-Klasse teil. In den ersten beiden Jahren belegte er dabei die Ränge zehn und fünf, 2002 wurde er hinter Christian Gemmel Vizemeister.
Von 2000 bis 2003 bestritt Max Neukirchner die Motorrad-Europameisterschaft in der Viertelliterklasse, im letzten Jahr wurde er dabei hinter dem Japaner Tarō Sekiguchi und Vesa Kallio aus Finnland EM-Dritter. Außerdem nahm er in dieser Klasse in den Jahren 2001, 2002 und 2003 jeweils als Wildcard-Fahrer am Grand Prix von Deutschland auf dem Sachsenring im Rahmen der Motorrad-Weltmeisterschaft teil, sein bestes Resultat hierbei war der 15. Platz im Jahr 2003.

### Supersport-Weltmeisterschaft
Zur Saison 2004 wechselte Max Neukirchner dann von den Zwei- zu den Viertaktern und bestritt im Team des Österreichers Klaus Klaffenböck mit einer Honda CBR 600 RR die Supersport-Weltmeisterschaft. Sein bestes Saisonresultat erreichte der Sachse mit Rang fünf beim Deutschland-Lauf in Oschersleben. Am Saisonende belegte er mit 63 Punkten den neunten Platz in der WM-Gesamtwertung.

### Superbike-Weltmeisterschaft
Zur Saison 2005 stieg Neukirchner mit dem Klaffi-Honda-Team in die Superbike-Weltmeisterschaft auf. Bereits im vierten Rennen, im australischen Phillip Island, schaffte er mit dem dritten Platz den Sprung auf das Siegerpodest. Danach fuhr er regelmäßig unter die Top Ten. In der Gesamtwertung belegte der Sachse mit 123 Punkten den zwölften Rang und hatte damit nur acht Punkte weniger auf dem Konto als sein routinierter italienischer Teamkollege Pierfrancesco Chili.
Im Jahr 2006 sah alles lange so aus, als würde Neukirchner im Klaffi-Team bleiben, doch als kurz vor Saisonbeginn der brasilianische MotoGP-Star Alex Barros verpflichtet wurde, war kein Platz mehr für ihn. Man bot ihm zwar an, für einen hohen Geldbetrag weiterfahren zu dürfen, wusste aber wohl, dass dieser nicht in der Kürze der Zeit zu beschaffen war. So landete Max Neukirchner schließlich im kleinen Privatteam des Italieners Lucio Pedercini, wo er eine Ducati 999 RS pilotierte. Schon nach kurzer Zeit zeigte sich, dass der Sachse mit dem unterlegenen Material des Teams einfach nicht zurechtkam, nach einer Reihe von Defekten und damit verbundenen Stürzen verlor er das Vertrauen zum Motorrad völlig und verließ schließlich noch während der Saison das Team. Die letzten Rennen der Saison bestritt er dann auf einer Suzuki GSX-R 1000 K6 im Team Alstare Engineering Corona Extra des Belgiers Francis Batta, wo er den Franzosen Fabien Foret ersetzte, mit dessen Leistungen das Team nicht zufrieden war. Im Gesamtklassement der Saison belegte Neukirchner mit 28 Punkten den 18. Platz.
Als eine mögliche Verlängerung dieses Vertrages für die Saison 2007 scheiterte, gründete Neukirchner mit Hilfe von Suzuki Deutschland das Team Suzuki Germany. Dort wurde er unterstützt von Mario Rubatto, der als Teamchef agierte, und Motorenspezialisten Kurt Stückle. Als Motorrad stand ihm eine Vorjahres-Kit-Suzuki GSX-R 1000 K6 zur Verfügung. In der Saison schaffte es Max Neukirchner, regelmäßig unter die besten zehn zu kommen und leistete sich nur zwei Ausfälle – ausgerechnet im ersten Lauf beim Heim-Rennen auf dem Lausitzring und im zweiten Lauf in Magny-Cours. Für die letzten beiden Läufe in Frankreich ersetzte er den verletzten Yukio Kagayama im Alstare Suzuki Corona Extra-Werksteam. Endlich mit erstklassigem Material ausgestattet, sicherte er sich den zweiten Startplatz und kam im ersten Lauf als Vierter ins Ziel. Mit 149 Punkten erreichte er in der Gesamtklassifikation der Saison den 9. Platz.

#### Ausflug in die Langstrecken-Weltmeisterschaft 2007
Am 21. und 22. April 2007 gastierte Max Neukirchner im Rahmen der FIM Endurance World Championship beim 24-Stunden-Motorradrennen von Le Mans. Er pilotierte dort eine Suzuki GSX-R 1000 K7 des Suzuki-Werksteams S.E.R.T Suzuki 2. Neukirchner gelang im Rennverlauf die schnellste Rennrunde, als eine Art Belohnung durfte er die Maschine nach dem letzten Boxenstopp im Führung liegend noch einmal übernehmen und schließlich als Sieger über die Ziellinie fahren. Der Sachse umrundete, zusammen mit seinen beiden französischen Teamkollegen William Costes und Guillaume Dietrich, den Circuit Bugatti 818-mal, was einer Durchschnittsgeschwindigkeit 142,303 km/h entsprach.

#### Saison 2008
Aufgrund seiner anhaltend guten Leistungen erhielt Max Neukirchner für die Saison 2008 einen Platz im Suzuki-Werksteam, wo er neben dem Spanier Fonsi Nieto und dem Japaner Yukio Kagayama fuhr, allerdings keine aktuelle Werksmaschine, sondern ein technisch aufgerüstetes Vorjahresmodell von Max Biaggi fuhr. Bei der dritten Veranstaltung, im spanischen Valencia, gelang dem Sachsen die erste Pole-Position seiner Superbike-WM-Karriere. Nachdem er den gesamten ersten Lauf angeführt und seinen ersten Sieg bereits vor Augen gehabt hatte, wurde Neukirchner in der letzten Kurve von Lokalmatador Carlos Checa bei einem waghalsigen Überholmanöver unverschuldet zu Sturz gebracht. Dabei zog er sich einen Schlüsselbeinbruch zu. Am 11. Mai 2008 feierte Max Neukirchner beim ersten Lauf im italienischen Monza seinen ersten Superbike-WM-Laufsieg. Er setzte sich mit nur 58 Tausendstelsekunden Vorsprung gegen den Japaner Noriyuki Haga auf Yamaha durch und wurde so der erste Deutsche überhaupt, der in der seit 1988 ausgetragenen Meisterschaft einen Sieg errang. Kurz darauf verlängerte der Sachse seinen Vertrag im Alstare-Suzuki-Werksteam um zwei Jahre bis 2010. Im Juni 2008 folgte beim San-Marino-Lauf in Misano der zweite Saisonsieg. Danach gelangen dem Stollberger jedoch keine weiteren Podestplätze, wodurch er in der Gesamtwertung von seinem zwischenzeitlichen zweiten Platz auf Rang fünf durchgereicht wurde. Im Endklassement fehlten Neukirchner zwar 149 Punkte auf Weltmeister Troy Bayliss, auf den Zweitplatzierten Troy Corser hatte er dennoch nur 31 Punkte Rückstand.

#### Saison 2009
In der Saison 2009 bildete Max Neukirchner mit Yukio Kagayama das Suzuki-Werksteam in der Superbike-WM. Bereits beim ersten Saisonlauf im australischen Phillip Island kämpfte der Sachse mit Noriyuki Haga bis zur letzten Runde um den Sieg und musste sich dem Ducati-Werksfahrer nur um 0,032 Sekunden geschlagen geben.
Am 10. Mai 2009, beim fünften Lauf der Saison, war Neukirchner auf der Hochgeschwindigkeitsstrecke im italienischen Monza in einen schweren Unfall verwickelt. Der Sachse wurde kurz nach dem Start, in Führung liegend, schuldlos vom Motorrad des gestürzten Australiers Brendan Roberts getroffen und zog sich am rechten Bein einen Oberschenkelhalsbruch sowie zwei Brüche am Unterschenkel zu. Neukirchner wurde noch am selben Tag in Monza sechs Stunden lang operiert und später in Chemnitz weiterbehandelt.
Zwei Monate später, am 16. Juli 2009 stürzte Max Neukirchner bei Testfahrten im italienischen Imola erneut schwer. Er hatte ausgangs der Tamburello-Kurve einen Highsider und wurde in hohem Bogen von seiner Suzuki geworfen. Nachdem er kurz nach dem Unfall selbst angab, keine ernsthaften Verletzungen davongetragen zu haben, wurde später in einem bologneser Krankenhaus ein Bruch des zwölften Brustwirbels (Th12) diagnostiziert. Neukirchner musste für 30 Tage ein Korsett tragen. Um kein weiteres Risiko einzugehen, fuhr er 2009 keine Rennen mehr.

#### Saison 2010
In der Saison 2010 ging Max Neukirchner für das niederländische Honda-Werksteam Ten Kate an den Start. Der Sachse erhielt einen Dreijahresvertrag, sein Teamkollege war der Nordire Jonathan Rea. Aufgrund mangelnder Erfolge, wurde der Vertrag zum Saisonende aufgelöst. Für seine Verdienste um das Erzgebirge wurde er 2010 zum Botschafter des Erzgebirges ernannt.

#### Saison 2013
2013 war Max Neukirchner für das Team MR-Racing auf einer Ducati Panigale 1199R in der Superbike-WM im Einsatz. Er schloss die Saison als 14. mit 91 Punkten ab.

### Motorrad-Weltmeisterschaft

#### Saison 2011
In der Saison 2011 trat Max Neukirchner als Werksfahrer für MZ in der Moto2-Klasse der Motorrad-Weltmeisterschaft an.

#### Saison 2012
In der Motorrad-Weltmeisterschaft 2012 startete Max Neukirchner für das Team Kiefer Racing in der Moto2-Klasse. Er ersetzte den als Weltmeister der Saison 2011 in die MotoGP-Klasse aufgestiegenen Stefan Bradl. Im zweiten Freien Training zum tschechischen Lauf in Brünn kam er durch einen Highsider zu Sturz und brach sich die rechte Hand. Vor dem Lauf im italienischen Misano trennten sich Max Neukirchner und das Kiefer Team in beidseitigen Einvernehmen, nachdem sich die Verletzungen des Sachsen als schwerwiegender herausstellten.

### IDM

#### Saison 2010
In der Saison 2010 fuhr Max Neukirchner beim Rennwochenende in Assen als Gaststarter mit. Er gewann den ersten Lauf und wurde im zweiten Rennen Dritter.

#### Saison 2013
2013 startete Max Neukirchner am Sachsenring in der neu geschaffenen Superstock-Kategorie (zusammen mit der Superbike-Klasse in einem Feld) auf einer Ducati Panigale 1199R des MR-Racing Teams. Er gewann den zweiten Lauf und fuhr die schnellste Rennrunde.

#### Saison 2014
2014 wurde Max Neukirchner Vizemeister der IDM Superbike mit 37 Punkten Rückstand (zu seinem Teamkollegen Javier Fores) auf 3C-Ducati.

#### Saison 2015
In der Saison 2015 startete Max Neukirchner in der Internationalen Deutschen Motorradmeisterschaft für das Team Yamaha MGM, auf einer Yamaha YZF-R1M. Neben der Superbike IDM ging Max Neukirchner auch in der Endurance WM (Langstrecken-Weltmeisterschaft) für das Yamaha-Werksteam von YART an den Start, er steuerte zusammen mit dem Spanier Ivan Silva und dem Australier Broc Parkes eine Yamaha YZF-R1.
Durch einen Unfall beim 1. Lauf auf dem Nürburgring, zog sich Max Neukirchner einen Oberschenkelhalsbruch zu. Infolgedessen musste er mehrere Rennen pausieren und war erst wieder beim Saisonfinale auf dem Hockenheimring dabei.

## Statistik

### In der Motorrad-Weltmeisterschaft
| Saison | Klasse  | Team                                 | Motorrad    | Rennen | Siege | Zweiter | Dritter | Poles | Schn. Rennrunden | Punkte | Ergebnis |
| ------ | ------- | ------------------------------------ | ----------- | ------ | ----- | ------- | ------- | ----- | ---------------- | ------ | -------- |
| 2001   | 250 cm³ | ADAC Sachsen                         | Honda       | 1      | –     | –       | –       | –     | –                | –      | –        |
| 2002   | 250 cm³ | Neukirchner Racing Team              | Honda       | 1      | –     | –       | –       | –     | –                | –      | –        |
| 2003   | 250 cm³ | Neukirchner Racing Team ADAC Sachsen | Honda       | 1      | –     | –       | –       | –     | –                | 1      | 31.      |
| 2011   | Moto2   | MZ Motor                             | MZ-RE Honda | 16     | –     | –       | –       | –     | –                | 42     | 20.      |
| 2012   | Moto2   | Kiefer Racing                        | Kalex       | 10     | –     | –       | –       | –     | –                | 9      | 26.      |
| Gesamt | Gesamt  | Gesamt                               | Gesamt      | 29     | –     | –       | –       | –     | –                | 52     |          |

### In der Supersport-Weltmeisterschaft
| Saison | Team         | Motorrad         | Rennen | Siege | Zweiter | Dritter | Poles | Schn. Rennrunden | Punkte | Ergebnis |
| ------ | ------------ | ---------------- | ------ | ----- | ------- | ------- | ----- | ---------------- | ------ | -------- |
| 2004   | Klaffi Honda | Honda CBR 600 RR | 10     | –     | –       | –       | –     | –                | 63     | 9.       |
| Gesamt | Gesamt       | Gesamt           | 10     | –     | –       | –       | –     | –                | 63     |          |

### In der Superbike-Weltmeisterschaft
| Saison | Team                             | Motorrad              | Rennen | Siege | Zweiter | Dritter | Poles | Schn. Rennrunden | Punkte | Ergebnis |
| ------ | -------------------------------- | --------------------- | ------ | ----- | ------- | ------- | ----- | ---------------- | ------ | -------- |
| 2005   | Klaffi Honda                     | Honda CBR 1000 RR     | 21     | –     | –       | 1       | –     | –                | 123    | 12.      |
| 2006   | Pedercini Ducati                 | Ducati 999 RS         | 10     | –     | –       | –       | –     | –                | 9      | 18.      |
| 2006   | Alstare Engineering Corona Extra | Suzuki GSX-R 1000 K6  | 8      | –     | –       | –       | –     | –                | 19     | 18.      |
| 2006   | Gesamtergebnis 2006              | Gesamtergebnis 2006   | 18     | –     | –       | –       | –     | –                | 28     | 18.      |
| 2007   | Suzuki Germany                   | Suzuki GSX-R 1000 K6  | 23     | –     | –       | –       | –     | –                | 136    | 9.       |
| 2007   | Alstare Suzuki Corona Extra      | Suzuki GSX-R 1000 K7  | 2      | –     | –       | –       | –     | 1                | 13     | 9.       |
| 2007   | Gesamtergebnis 2007              | Gesamtergebnis 2007   | 25     | –     | –       | –       | –     | –                | 149    | 9.       |
| 2008   | Team Alstare Suzuki              | Suzuki GSX-R 1000 K8  | 27     | 2     | 2       | 3       | 2     | 1                | 311    | 5.       |
| 2009   | Suzuki Alstare BRUX              | Suzuki GSX-R 1000 K9  | 8      | –     | 1       | 1       | –     | –                | 75     | 16.      |
| 2010   | HANNspree Ten Kate Honda         | Honda CBR 1000 RR     | 26     | –     | –       | –       | –     | –                | 54     | 18.      |
| 2013   | MR-Racing                        | Ducati Panigale 1199R | 21     | –     | –       | –       | –     | –                | 91     | 14.      |
| 2014   | 3C Racing Team                   | Ducati Panigale 1199R | 2      | –     | –       | –       | –     | –                | 17     | 23.      |
| Gesamt | Gesamt                           | Gesamt                | 148    | 2     | 3       | 5       | 2     | 2                | 848    |          |

### In der Internationalen Deutschen Motorradmeisterschaft
| Saison | Klasse     | Team                        | Motorrad              | Rennen | Siege | Zweiter | Dritter | Poles | Schn. Rennrunden | Punkte | Ergebnis |
| ------ | ---------- | --------------------------- | --------------------- | ------ | ----- | ------- | ------- | ----- | ---------------- | ------ | -------- |
| 2007   | Superbike  | Suzuki International Europe | Suzuki GSX-R 1000 K7  | 6      | 3     | —       | 1       | 1     | 3                | 101    | 9.       |
| 2010   | Superbike  | Ten Kate Racing             | Honda CBR 1000 RR     | 2      | 1     | —       | 1       | —     | 1                | —      | —        |
| 2013   | Superstock | MR-Racing                   | Ducati Panigale 1199R | 2      | 1     | —       | —       | —     | 1                | —      | —        |
| 2014   | Superbike  | 3C Racing Team              | Ducati Panigale 1199R | 15     | 4     | 6       | 3       | 1     | 2                | 281    | 2.       |
| 2015   | Superbike  | Team Yamaha MGM             | Yamaha YZF-R1M        | 9      | 1     | 3       | 3       | 1     | 2                | 133    | 6.       |
| 2016   | Superbike  | Team Yamaha MGM             | Yamaha YZF-R1M        | 6      | 1     | 2       | —       | —     | —                | 102    | 7.       |
| Gesamt | Gesamt     | Gesamt                      | Gesamt                | 38     | 11    | 11      | 8       | 3     | 9                | 617    |          |